# Économie du pays de Galles

## Avant leXXesiècle
La houille, présente en grande quantité dans les vallées du pays de Galles, fut une importante manne financière du pays de Galles dès le XIXe siècle pour le charbon de soute et l'industrie locale. Aujourd'hui encore, il est extrait pour l'exportation, en bien moins grande quantité. La faible épaisseur des veines minières rend l'exploitation peu rentable de nos jours. Seule une mine, encore en fonction aujourd'hui, a survécu à la Crise économique de 1929. Cette crise n'a pas seulement touché l'industrie minière mais aussi des industries dérivées dont la célèbre aciérie d'Ebbw Vale.

## XXesièclejusqu'à nos jours
La situation économique du pays de Galles n'est pourtant pas aussi remontée que celle du reste du Royaume-Uni. De nombreuses friches industrielles se sont développées dans les anciennes vallées minières. Désormais, le littoral sud attire les activités industrielles et tertiaire.
La ria de Milford Haven abrite une raffinerie, tandis que les aciéries de Port Talbot sont alimentées par du coke et du minerai d'outre-mer. Le pays de Galles reste la principale région de Grande-Bretagne pour l'exploitation des métaux non ferreux. Swansea, Newport et surtout Cardiff, sont les centres les plus importants à l'extrémité de l'autoroute M4 qui les relie à Londres. L'avenir du pays de Galles par une multiplication des emplois tertiaires (déconcentration de Londres),repose sur une offre touristique en progrès.